# Daniel Lapaine
Daniel Lapaine (Sydney, 15 luglio 1971) è un attore australiano.

## Biografia
Laureatosi presso il NIDA nel 1992, ha esordito come attore due anni dopo nel film Le nozze di Muriel.
Nel 2009 è stato il protagonista del film TV Moonshot - L'uomo sulla Luna, in cui interpretava l'astronauta Neil Armstrong.
Sposato con la collega britannica Fay Ripley, dall'unione con lei ha avuto una figlia (Parker, anch'essa attrice) e un figlio (Sonny).

## Filmografia

### Cinema
- Le nozze di Muriel (Muriel's Wedding), regia di P. J. Hogan (1994)
- Bangkok, senza ritorno (Brokedown Palace), regia di Jonathan Kaplan (1999)
- Oggi è già domani (Last Chance Harvey), regia di Joel Hopkins (2008)
- Zero Dark Thirty, regia di Kathryn Bigelow (2012)

### Televisione
- Il magico regno delle favole (The 10th Kingdom)  - miniserie televisiva, 10 episodi (2000)
- Poirot (Agatha Christie's Poirot) - serie TV, episodio 9x03 (2004)
- Jericho - serie TV, episodio 1x03 (2005)
- Jane Hall - serie TV, 6 episodi (2006)
- Hotel Babylon - serie TV, 4 episodi (2008)
- Moonshot - L'uomo sulla luna (Moonshot), regia di Richard Dale - film TV (2009)
- Walking the Dead - serie TV, 2 episodi (2009)
- Identity - serie TV, episodio 1x01 (2010)
- Black Mirror - serie TV, episodio 1x03, 4x06 (2011, 2017)
- Delitti in Paradiso (Death in Paradise) - serie TV, episodio 3x04 (2014)
- Catastrophe - serie TV, 17 episodi (2015-2019)
- Versailles - serie TV, episodio 1x09 (2015)
- I Durrell - La famiglia e altri animali (The Durrells) - serie TV, 6 episodi (2017)
- Upright - serie TV, 9 episodi (2019-2022)
- She Will - serie TV, 3 episodi (2021)
- Una spia tra noi - Un amico leale fedele al nemico (A Spy Among Friends) – miniserie TV, 3 puntate (2022)
- Queen of Oz - serie TV, 2 episodi (2022)
- McDonald & Dodds - serie TV, episodio 4x01 (2024)
- I delitti della bella di notte (Moonflower Murders) - miniserie televisiva, 4 episodi (2024)
- Safe Harbor - serie TV, 3 episodi (2025)

### Doppiaggio
- Suicide Squad: Kill the Justice League - videogioco (2024)

## Doppiatori italiani
Nelle versioni in italiano delle opere in cui ha recitato, Daniel Lapaine è stato doppiato da:
- Giorgio Borghetti ne Le nozze di Muriel
- Massimiliano Manfredi ne Il magico regno delle favole
- Gianfranco Miranda in Oggi è già domani
- Alberto Bognanni in Moonshot - L'uomo sulla Luna
- Alessio Cigliano in Zero Dark Thirty
- Mauro Gravina in Black Mirror (ep. 1x03)
- Stefano Crescentini in Black Mirror (ep. 4x06)
- Simone D'Andrea ne I Durrell - La mia famiglia e altri animali
- Riccardo Niseem Onorato ne I delitti della bella di notte

Da doppiatore è stato sostituito da:
- Francesco Rizzi in Suicide Squad: Kill the Justice League